# Antiche unità di misura del circondario di Gallarate

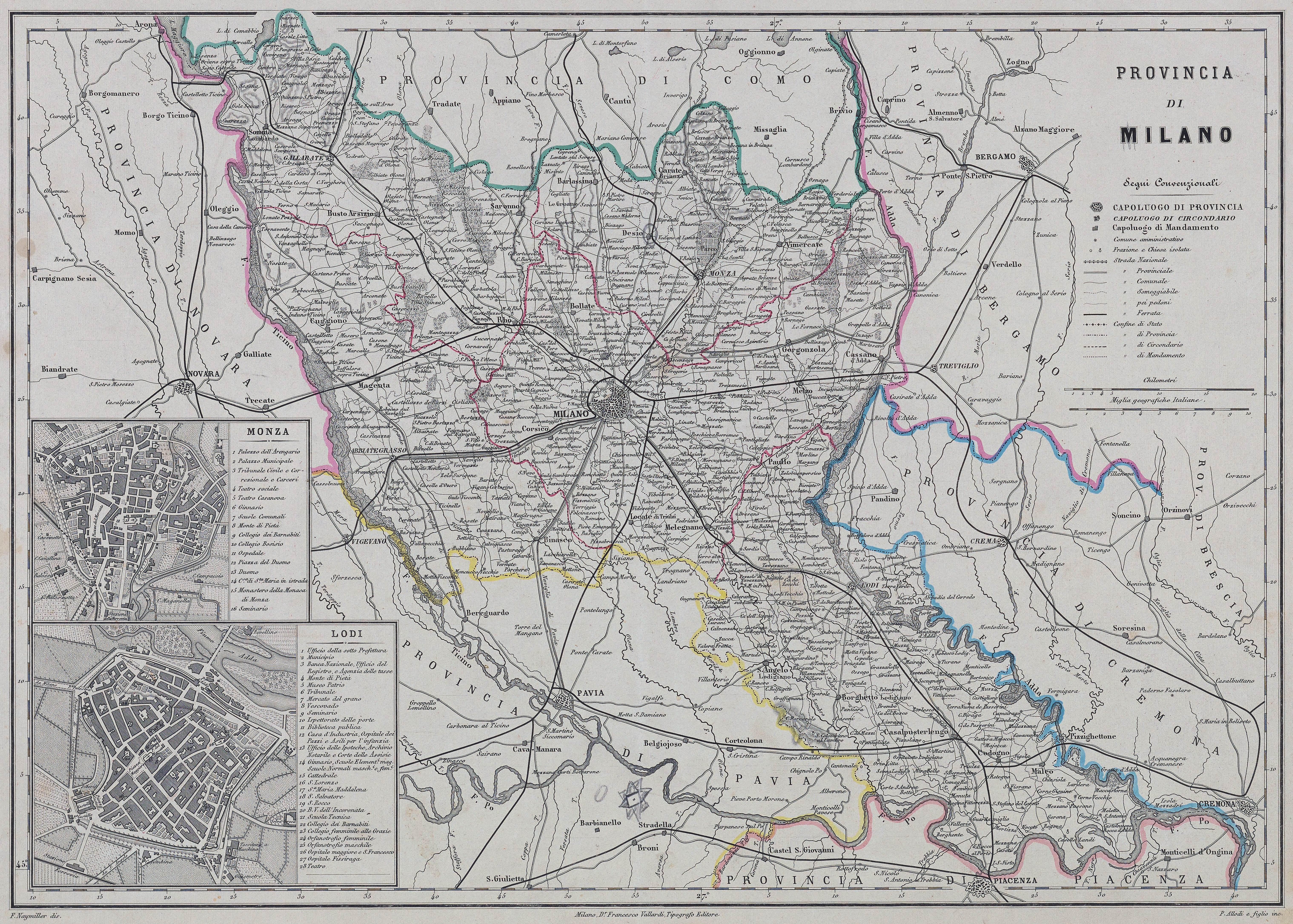
Mappa con indicazione dei confini del circondario di Gallarate nel 1868 circa

Nelle tabelle del 1877 per il circondario di Gallarate erano riportate le stesse unità di misura in uso a Milano.

## Pesi
Gli orefici usavano anche il marco di Vienna, uguale a grammi 280,644.

## Territorio
Nel 1874 nel circondario di Gallarate erano presenti 52 comuni divisi in 5 mandamenti.
- Busto Arsizio • Busto Arsizio, Cairate, Castellanza, Fagnano Olona, Gorla Minore, Legnano, Marnate, Olgiate Olona, Sacconago, Solbiate Olona
- Gallarate • Albizzate, Caiello, Cardano al Campo, Cassano Magnago, Crenna, Ferno, Gallarate, Ierago, Oggionna, Orago, Samarate
- Rhò • Arluno, Casorezzo, Cornaredo, Lucernate, Nerviano, Parabiago, Pogliano, Pregnana, Rhò, Vanzago
- Saronno • Canegrate, Caronno Milanese, Cerro Maggiore, Cislago, Gerenzano, Lainate, Origgio, Rescaldina, San Giorgio su Legnano, San Vittore Olona, Saronno, Uboldo
- Somma Lombardo • Arsago, Casale Litta, Gola Secca, Mornago, Sesto Calende, Somma Lombardo, Sumirago, Vergiate, Vizzola Ticino